# Todorovo, Razgrad
Todorovo (în bulgară Тодорово) este un sat în comuna Isperih, regiunea Razgrad,  Bulgaria. 

## Demografie
Componența etnică a satului Todorovo
     Turci (95,61%)
     Bulgari (1,12%)
     Nicio identificare (2,75%)
     Altele (0,5%)
La recensământul din 2011, populația satului Todorovo era de 798 locuitori. Din punct de vedere etnic, majoritatea locuitorilor (95,61%) erau turci, cu o minoritate de bulgari (1,12%). Pentru 2,75% din locuitori nu este cunoscută apartenența etnică.